# 张扣扣案
张扣扣案，又称陕西汉中2·15杀人案，是2018年2月15日于陕西省汉中市南郑区发生的杀人案件。该案中，张扣扣杀死三人，被判处并执行死刑。

## 人物

张扣扣

- 张扣扣（1983年1月6日[1]－2019年7月17日），陕西省汉中市南郑区新集镇王坪村人，2001年初中毕业后应征入伍，在新疆服役两年。2003年复员，此后曾在外地打工，2017年12月回到家乡。[2]
- 王自新，殁年70岁，男。长子王校军，殁年47岁，1996年8月时在当地的庙坝乡政府任党政办主任，1998年7月提拔为庙坝乡副乡长。[3]二子王富军。三子王正军，殁年39岁。

## 前案
据判决书，1996年8月27日，汪秀萍（张扣扣之母）路过王家门前时，因过往与王家有矛盾，往王富军脸上吐唾沫，引起争执，王正军闻讯赶到现场，和汪秀萍争吵厮打。汪秀萍遂拿一节扁铁在王正军的左额部及左脸部各打一下，王正军即捡一木棒朝汪秀萍头部猛击一棒，致汪秀萍倒地后于当晚22时许经抢救无效死亡。 之后法医对汪秀平遗体解剖时，因“找不到合适的场所”，就在张家门前的路上进行，期间张扣扣和他姐均在现场目睹了这一过程。在1996年12月5日，当地法院一审认为被告人王正军犯故意伤害致人死亡罪成立，但鉴于王正军在犯罪时尚未满十八周岁，且能坦白认罪，加之被害人汪秀萍对引发本案在起因上有一定过错责任，应对被告人王正军从轻处罚。最终王正军被判处有期徒刑7年。王正军3年后提前出狱。王家之后共赔给张家9639.3元。 在法定期限内，检察机关未提起抗诉，被告人王正军未上诉，附带民事诉讼原告人张福如（张扣扣之父）就赔偿部分也没有提起上诉，该判决就此发生法律效力。
接受央视记者采访时，张扣扣家人表示不认同判决书。张扣扣的姐姐说：“很多人出来做的假证，你知道为什么吗？人家当官”。张家人表示，用木棒打死人的是王富军，不是王正军，由于当时王正军未成年，王家人以他来顶罪可以减轻处罚。 2019年1月8日开庭审判时，张扣扣当庭认可打死人的是王正军。

## 案情
据起诉书，2018年春节前夕，张扣扣发现王正军在家过年，便购买作案工具伺机报复。2月15日（农历最后一天除夕），王家人上山祭祖，张扣扣易装尾随，在王家人返回途中，持单刃刀捅刺王正军，持刀追上并捅刺王校军至其不动，又返回补刀王正军，随后入王自新家院子捅刺王自新至其倒地不动。之后拿菜刀砍碎王校军小轿车左右车窗玻璃，点燃两个酒瓶，致车后部燃烧、严重受损。此后逃离现场。张扣扣对此表示未在王正军身上补刀，其他属实。案发时在场的其他王家人未受伤害。
南郑区公安局随后发布悬赏通告。案发后第三天2月17日（正月初二）7时许，张扣扣投案自首。 2月23日，张扣扣在看守所会见辩护律师殷清利。

## 审判
2018年3月30日，张扣扣父亲张福如就1996年案件向汉中市南郑区法院提出刑事申诉和刑事司法赔偿申请。7月31日上午，法院法官口头告知不予立案， 同日，张扣扣父亲就该案向汉中市中级人民法院（以下简称“汉中中院”）申诉，并向汉中市南郑区人民法院申请国家赔偿，区法院逾期未复，遂向汉中中院赔偿委员会申请赔偿。10月19日，汉中中院驳回申诉，对赔偿申请不予受理。 审判长随后就案件问题答新华社记者问。
9月27日，汉中市人民检察院对张扣扣故意杀人、故意毁坏财物案提起公诉。 11月16日，该案的首次庭前会议中，张扣扣向法院提出希望对庭审的全过程网络直播，否则将保持沉默。 12月25日，汉中中院进行第二次庭前会议。汉中中院表示会将庭审实况在其官方微博图文直播。
审判前，张扣扣及其代理律师提出汉中中院是否有管辖权的异议，并申请做精神鉴定，均被驳回。 2019年1月8日，汉中中院公开开庭审理并当庭宣判，判决张扣扣犯故意杀人罪，判处死刑，剥夺政治权利终身；犯故意毁坏财物罪，判处有期徒刑4年；数罪并罚，决定执行死刑，剥夺政治权利终身。法庭认为，张扣扣虽有自首情节，但是依法不足以从轻处罚。张扣扣当庭表示上诉。 4月11日，陝西省高級人民法院二审宣判，驳回张扣扣的上诉，维持一审判决。经过7月6日中华人民共和国最高人民法院的核准，7月17日，张扣扣被执行死刑。

## 影响
2018年2月20日，汉中市南郑区政府新闻办公室发布官方通报。 同日澎湃新闻发布报道，对网络文章称张扣扣为英雄的说法，报道引用村民言论说“杀人能是英雄？简直是胡说八道！” 同日界面新闻发布报道《知情人讲述：我所知道的张扣扣杀人案》，报道采访的知情人说：张扣扣母亲爱骂人，“这些事都是出在他妈身上。我经常会说，扣扣就是被他妈弄到这条路上来的，扣扣等于是被他妈给害了。” 2月22日，浙江在线发布评论员文章《张扣扣案的恩怨，只有法律能了》。 2月24日，封面新闻发布报道《对话张扣扣：逃亡两天，是想看除夕烟花》，张扣扣告诉记者：“我记得我妈被打倒后，我跪在地上，把她抱在怀里，我和姐姐都叫妈妈，后来我们拼命地叫，妈妈想说话又不能说，突然她想用劲时，她鼻子里、嘴里喷流出血来，我明显感觉到她喉咙处有血经过的声音，妈妈流着泪，就断气了。” 同日《凤凰周刊》发布报道《张扣扣案：两家人都准备了年夜饭，却谁也没吃上》。 3月29日，中国中央电视台新闻频道《法治在线》节目发布报道。
一审前，邓学平（张扣扣案两位辩护律师之一）先行公开发布《一叶一沙一世界——张扣扣案一审辩护词》，公众对辩护词的看法两极化。2019年1月9日，张扣扣案另一辩护律师殷清利发布《扣问真相——张扣扣另一辩护律师辩护词》，并在按语中说：“邓学平律师从人性、古今中外等视角发表了极为温情的意见，博得大多数法律同仁的一致好评，但也有些人认为其辩护过于文学化，在法律辩护上存有欠缺。”《新京报》发布冀莹文章《张扣扣被判死刑，私力复仇不具合法性》。正义网发布评论文章《现代法治必须彻底摒弃私力复仇》，“私力救济存在严重弊端，会产生巨大危害。” 《钱江晚报》发布李曙明文章评论说，应根据“无知之幕”理论想一想，“一个人，当不确定他会是张扣扣还是王家父子的时候，他对什么是正义的判断，会更慎重一些。”“根据法院对张扣扣父亲申诉的复查结论，当年其母亲案件的判决并无司法不公问题，张扣扣杀人‘事出有因’的‘因’，不过是他自认为的不公。”中国政法大学法律硕士学院院长许身健表示，邓学平的“辩护词旁征博引、古今中外，谈法理、谈人情，就涉及本案的事实问题和证据问题着墨不多，舍弃被告人罹患精神疾病的唯一脱罪理由，不难看出，律师希望放手一搏，打动公众同情心。”